# Riesgo cardiovascular
En medicina, se denomina riesgo cardiovascular a la probabilidad de que un individuo determinado presente una enfermedad cardiovascular grave como infarto agudo de miocardio o accidente vascular cerebral. 

Se ha calculado que solo en el año 2015, las enfermedades cardiovasculares fueron la causa de 20 000 000 de fallecimientos en todo el mundo. 

## Cuantificación del riesgo
Generalmente el riesgo se expresa en forma de porcentaje que indica la probabilidad de que ocurra alguno de estos eventos en los próximos 10 años.
 
Puede afirmarse por tanto como ejemplo, que si una persona tiene un riesgo cardiovascular del 30%, significa que la probabilidad de que presente una de las enfermedades antes citadas en los próximos 10 años es del 30%.
Existen diferentes  puntajes de riesgo cardiovascular en niños.

## Enfermedades cardiovasculares
Con este nombre se designan las enfermedades que afectan al corazón y los vasos sanguíneos por los que circula la sangre. Este conjunto de dolencias es la principal causa de muerte a nivel mundial, tanto en hombre como en mujeres, y su frecuencia no deja de aumentar. La importancia del riesgo cardiovascular elevado como problema de salud pública viene determina por el hecho de la alta mortalidad de estos procesos, las cifras varían dependiendo del país concreto, en España durante el año 2004 produjeron 124 000 defunciones, el 33% del total, en México a lo largo del 2010 fueron la causa más importante de mortalidad en el país, provocando 105 000 fallecimientos.
Se considera a la arterioesclerosis como el factor principal que provoca esta elevada mortalidad. La arterioesclerosis es una enfermedad de las arterias que se manifiesta como lesiones progresivas que provocan el estrechamiento de la luz de estos vasos, por lo que la sangre tiene dificultad para llegar a los órganos. Este fenómeno tiene especial importancia en el cerebro y el corazón, también en el riñón y en las arterias que aportan sangre a los miembros inferiores.
| Órgano              | Enfermedades                                                               |
| ------------------- | -------------------------------------------------------------------------- |
| Corazón             | Infarto agudo de miocardio Muerte súbita                                   |
| Cerebro             | Accidente vascular cerebral                                                |
| Riñón               | Enfermedad renal por arterioesclerosis                                     |
| Ojos                | Neuritis Optica Isquemica Anterior No Arteritica (NOIA-NA)[cita requerida] |
| Miembros inferiores | Claudicación intermitente                                                  |